# Исаси, Нестор
Не́стор Даниэ́ль Иса́си Гилье́н (исп. Néstor Daniel Isasi Guillén; род. 9 апреля 1970 или 9 апреля 1972[…], Энкарнасьон) — парагвайский футболист, выступавший на позиции защитника. Обладатель Кубка Либертадорес 2002.

## Клубная карьера
Исаси начал свою карьеру в команде второго дивизиона парагвайской Примеры, «Спорт Колумбия». Через два года он перешёл в ещё более скромный клуб, «Нуэва Эстрелья», цвета которого он защищал на протяжении полутора лет. В 1994 году Нестор перебрался в столичный «Гуарани». В 1996 году он завоевал вместе с командой серебряные медали Примеры.
Летом 1997 года Исаси перешёл в бразильский «Сан-Паулу». Несмотря на отсутствие места в основном составе команды, в 1998 году он выиграл с клубом Лигу Паулиста. В 1999 году Нестор перешёл в «Америку Минейро», в которой тоже не смог закрепиться. В том же году он вернулся на родину в «Гуарани». В 2000 году он в качестве основного защитника клуба, во второй раз завоевал серебро чемпионата.
Летом 2001 года Нестор перешёл в «Олимпию». В 2002 году он стал обладателем Кубка Либертадорес, являясь основным футболистом команды, что является наивысшим достижением в его карьере. В следующем году Исаси выиграл также Рекопа Южной Америки. В 2004 году Нестор перешёл в Серро Портеньо, с которым выиграл свой первый чемпионат. В 2005 году он покинул клуб и после этого без особого успеха выступал за «Насьональ», чилийский «Депортес Антофагаста» и возвращался в «Олимпию». В 2009 году он закончил карьеру в перуанской «Альянса Лима».

## Международная карьера
В 1995 году Исаси дебютировал за сборную Парагвая. В 2001 году в составе национальной команды Нестор поехал на Кубок Америки. На турнире он принял участие в двух встречах. За сборную он сыграл 16 матчей и забил 1 гол.

## Достижения
Командные
«Сан-Паулу»
- Лига Паулиста — 1998

«Олимпия» (Асунсьон)
- Обладатель Кубка Либертадорес — 2002
- Обладатель Рекопа Южной Америки — 2003

«Серро Портеньо»
- Чемпионат Парагвая по футболу — 2004